# Marie Sybila Šlesvicko-Holštýnsko-Sonderburská
Marie Sybila Šlesvicko-Holštýnsko-Sonderburská (německy Marie Sybille Charlotte von Schleswig-Holstein-Sonderburg, 1650 - asi 1714) byla německá princezna patřící k tzv. slezské nebo katolické linii sonderburských vévodů.

## Život
Narodila se jako dcera Alexandra Jindřicha Šlesvicko-Holštýnsko-Sonderburského a jeho manželky Dorothey Marie Heshusové. Měla osm sourozenců, mezi nimi Marii Eleonoru.
Její otec sloužil v císařských službách. V době třicetileté války konvertoval ke katolicismu a usadil se ve Slezsku a na Moravě.

### Manželství a rodina
Marie Sibyla se poprvé provdala za Ferdinanda Oktaviána, hraběte Bruntálského z Vrbna (1650–1695). Tímto sňatkem se rod Bruntálských z Vrbna stal příbuzensky spřízněným s většinou evropských knížecích dvorů.
Po smrti prvního manžela, kterou snad způsobila otrava, se v roce 1711 Marie Sibyla ve věku 62 let. Jejím manželem se stal italský vyslanec ve Vídni Carlo Antonio Gianinim, Marchese di Carpineto (1654–1742), který později po její smrti zdědil její majetek.